# Triclistus consimilis
Triclistus consimilis là một loài tò vò trong họ Ichneumonidae.